# Grupo acilo

Grupo acilo

En química orgánica, un grupo acilo es un grupo derivado de un oxácido, normalmente un ácido carboxílico, por eliminación de al menos un grupo hidroxilo. Los derivados de ácido carboxílico, ésteres, anhídridos de ácido, haluros de ácido  y amidas, tienen como fórmula general R-CO-.

## Nomenclatura
Se nombran a partir del nombre del ácido carboxílico de procedencia cambiando cuando sea preciso -oico e -ico por -oilo e -ilo, y -carboxílico por -carbonilo.
PASOS PARA NOMBRAR:
- Numerar la cadena principal(C.P), aquella donde se encuentre el mayor número de carbonos.
- Raíz de la cadena carbonada principal (Alcano, Alqueno)
- Terminación oilo- ilo

Si es un hidrocarburo aromático o cíclico:
- Se antepone el prefijo ciclo a la cadena carbonada
- Terminación carbonilo

Si existen más de dos radicales acilo se nombra:
- Nombre de la cadena carbonada (Alcano Alqueno)
- Seguido de prefijos que indiquen la cantidad de radicales acilo (di, tri, tetra,  penta, exa,...etc)
- Terminación oilo - ilo

Ejemplos:
- benzoilo C6H5-CO-
- ciclohexanocarbonilo C6H11-CO-
- acetilo o etanoílo CH3-CO-